# Juozas Šikšnelis
Juozas Šikšnelis (* 1. März 1950 in Švendubrė bei Druskininkai; † 24. November 2024) war ein litauischer Schriftsteller.

## Leben
Nach dem Abitur an der Mittelschule wurde Šikšnelis 1973 an der Universität Vilnius in Vilnius zum Bibliothekar ausgebildet und arbeitete ab 1973 in der Landesbibliothek in der litauischen Hafenstadt Klaipėda. Von 2008 bis 2019 leitet er diese Bibliothek als Direktor.
Sein erstes Buch veröffentlichte der Autor, der nur einen Arm hat, 1991 mit der Kurzgeschichtensammlung Štilis. Unter dem Pseudonym Raidas Dubrė brachte er ab 1995 Kriminalromane heraus, die seitdem sein Hauptwerk darstellen. Erst 2000 erschien mit Kryžiau žalio medžio („Kreuz aus jungem Holz“) erstmals ein traditioneller Roman aus seiner Feder. Für dieses Werk wurde er mit dem Ieva-Simonaitytė-Literaturpreis und mit dem Žemaitė-Literaturpreis ausgezeichnet.

## Werke
- Štilis, Kurzgeschichten, 1991
- Nuogas lietaus nebijo, Kriminalkurzgeschichten, 1992
- Šešėliai, Dramen, 1993
- Pyro pergalė, Kriminalroman, 1995
- Medūzos žvilgsnis, Kriminalroman, 1996
- Atblokšties siena, Kriminalroman, 1998
- Patvarumo riba, Kriminalroman, 1999
- Pliūpsnio kaitra, Kriminalroman, 2000
- Pragaro vartai, Kriminalroman, 2000
- Kryžiau žalio medžio, Roman, 2000
- Angelas mėšlyne, Kurzgeschichten, 2003
- Paskutinioji užmuša, Kriminalroman, 2003
- Apšlakstytas isopu, Roman, 2004
- Įvykių horizontas, 2007
- Banga atgal negrįžta, 2011.
- Krzyżu z drzewa zielonego: powieść w okruchach, 2011.
- Ожидание, 2012.
- Horyzont Wydarzen. Powiesc, 2016
- Praeities dulkės – mirties šešėliai, 2019.
- Būsenos, 2020.
- Septyni dešimtmečiai kaitos ir pastovumo: Klaipėdos I.Simonaitytės biblioteka 1950 – 2020 metais, 2020.
- Jautrumo slenkstis, 2021[2]